# Ixorhea tschudiana
Ixorhea es un género monotípico de plantas con flores perteneciente a la familia Boraginaceae. Su única especie, Ixorhea tschudiana, es originaria de Argentina donde se distribuye por Salta y Tucumán.

## Descripción
Es un arbusto perennifolio que alcanza un tamaño de hasta 5 m de altura, ramificado desde la base. Hojas alternas, pecioladas y enteras, lustrosas. Las inflorescencias en panículas terminales con flores perfumadas. La corola lilacina o rasada tirando a blanco con el interior del tubo amarillo. El fruto son 4 mericarpos alados.

## Taxonomía
Ixorhea tschudiana fue descrito por Eduard Fenzl y publicado en Verhandlungen der Zoologisch-botanischen Gesellschaft in Wien 37: 288. 1886.
Sinonimia
- Oxyosmyles viscosissima Speg.